# 1054 км (зупинний пункт)
1054 кіломе́тр — залізничний пасажирський зупинний пункт Луганської дирекції Донецької залізниці.
Розташований на півночі смт Ведмеже, Свердловська міська рада, Луганської області на лінії Кіндрашівська-Нова — Довжанська між станціями Сімейкине-Нове (32 км) та Ізотове (3 км).
Через військову агресію Росії на сході України транспортне сполучення припинене. Лінія не діюча з 2007 року. Лінію в майбутньому передбачено демонтувати.